# Macizo tectónico

(1) Horst, (2) Fosa tectónica (graben), (3) Falla (normal fault).

Un macizo tectónico, también llamado pilar tectónico o horst, es una región elevada limitada por dos fallas normales, paralelas, asociadas a fosas tectónicas o graben.Se forman debido a fuerzas de extensión que separan la corteza. Suelen presentar características geomorfológicas como mesetas, montañas o crestas alargadas a ambos lados de un valle. Pueden variar en tamaño, desde pequeños bloques de fallas hasta grandes regiones continentales estables que no han sido plegadas ni deformadas por fuerzas tectónicas. 
Los macizos tectónicos representan las zonas que han permanecido en un nivel determinado con respecto a los graben adyacentes, que se han hundido.
La palabra horst proviene del lenguaje de los mineros alemanes de Alta Sajonia para describir una falla en una veta, capa o manto mineral. También se usa para designar una elevación en un páramo.Fue utilizado por primera vez en sentido geológico en 1883 por el geólogo austríaco Eduard Suess en «Das Antlitz der Erde» —«La faz de la Tierra»—.